# ديدييه فرانسوا (موسيقي)
ديدييه فرانسوا هو موسيقي وملحن بلجيكي، ولد في 2 أبريل 1969 في بروكسل في بلجيكا.

## وصلات خارجية
- الموقع الرسمي
- ديدييه فرانسوا على موقع ميوزك برينز (الإنجليزية)
- ديدييه فرانسوا على موقع ديسكوغز (الإنجليزية)